# Uhornîkî, Colomeea
Uhornîkî (în ucraineană Угорники) este o comună în raionul Colomeea, regiunea Ivano-Frankivsk, Ucraina, formată numai din satul de reședință.

## Demografie
Componența lingvistică a comunei Uhornîkî
     Ucraineană (99,81%)
     Alte limbi (0,19%)
Conform recensământului din 2001, majoritatea populației comunei Uhornîkî era vorbitoare de ucraineană (99,81%), existând în minoritate și vorbitori de alte limbi.